# ФК Требава
ФК Требава је фудбалски клуб из Осјечана, град Добој, који се такмичи у оквиру Регионалне лиге Републике Српске - Центар. Клуб је на крају сезоне 2010/11. заузео друго мјесто у Подручној лиги Републике Српске — Добој 2010/11.

## Историја
Фудбалски клуб Требава  је основан 1951. године. Клуб је послије рата био редован учесник у Другој лиги Републике Српске - Центар и Запад. Послије сезоне 2007/08, клуб није хтио више наставити да учествује у Другој лиги Републике Српске због финансиских проблема па су отишли у Подручну лигу Републике Српске - Добој. Двије сезоне су учествовали у овој лиги и од сезоне 2011/12 је постао редовни учесник Регионалне лиге Републике Српске - Центар. Клуб је пар пута освојио ову лигу али нису се могли пласирати у Другу лигу Републике Српске - Запад због тог што нису задовољавали услове за ту лигу
За 70 година постојања клуба одиграна је утакмица 19.јуна 2021 између ФК Требава Осјечани Ветерани против ФК Црвена звезда Ветерани и утакмица је завршена побједом звјездаша 4:1

## Успјеси
- Регионална лига Републике Српске - Центар
  - Прво мјесто (2): 2012/13, 2018/19

- Куп ГФС Добој
  - Освајач (1): 2021

## Резултати
- Друга лига Републике Српске у фудбалу — Бања Лука 1996/97. (6. мјесто)
- Друга лига Републике Српске у фудбалу — Бања Лука 1997/98. (11. мјесто)
- Друга лига Републике Српске у фудбалу — Центар 1998/99. (13. мјесто)
- Друга лига Републике Српске у фудбалу — Центар 1999/00. (13. мјесто)
- Друга лига Републике Српске у фудбалу — Запад 2000/01. (6. мјесто)
- Друга лига Републике Српске у фудбалу — Запад 2001/02. (6. мјесто)
- Друга лига Републике Српске у фудбалу — Запад 2002/03. (10. мјесто)
- Друга лига Републике Српске у фудбалу — Центар 2003/04. (11. мјесто)
- Друга лига Републике Српске у фудбалу — Центар 2004/05. (13. мјесто)
- Друга лига Републике Српске у фудбалу — Центар 2005/06. (14. мјесто)
- Друга лига Републике Српске у фудбалу — Центар 2006/07. (13. мјесто)
- Друга лига Републике Српске у фудбалу — Центар 2007/08. (16. мјесто)
- У сезони 2008/09. клуб се није такмичио.
- Подручна лига Републике Српске у фудбалу — Добој — Запад 2009/10. (3. мјесто)
- Подручна лига Републике Српске у фудбалу — Добој 2010/11. (2. мјесто)